# Cardiff Rose
| Recensione               | Giudizio     |
| ------------------------ | ------------ |
| Allmusic                 | [ 1 ]        |
| Christgau's Record Guide | B−           |
| Rolling Stone            | (favorevole) |

Cardiff Rose è un album discografico solista del musicista statunitense Roger McGuinn, pubblicato nel 1976 su etichetta Columbia Records.

## Descrizione

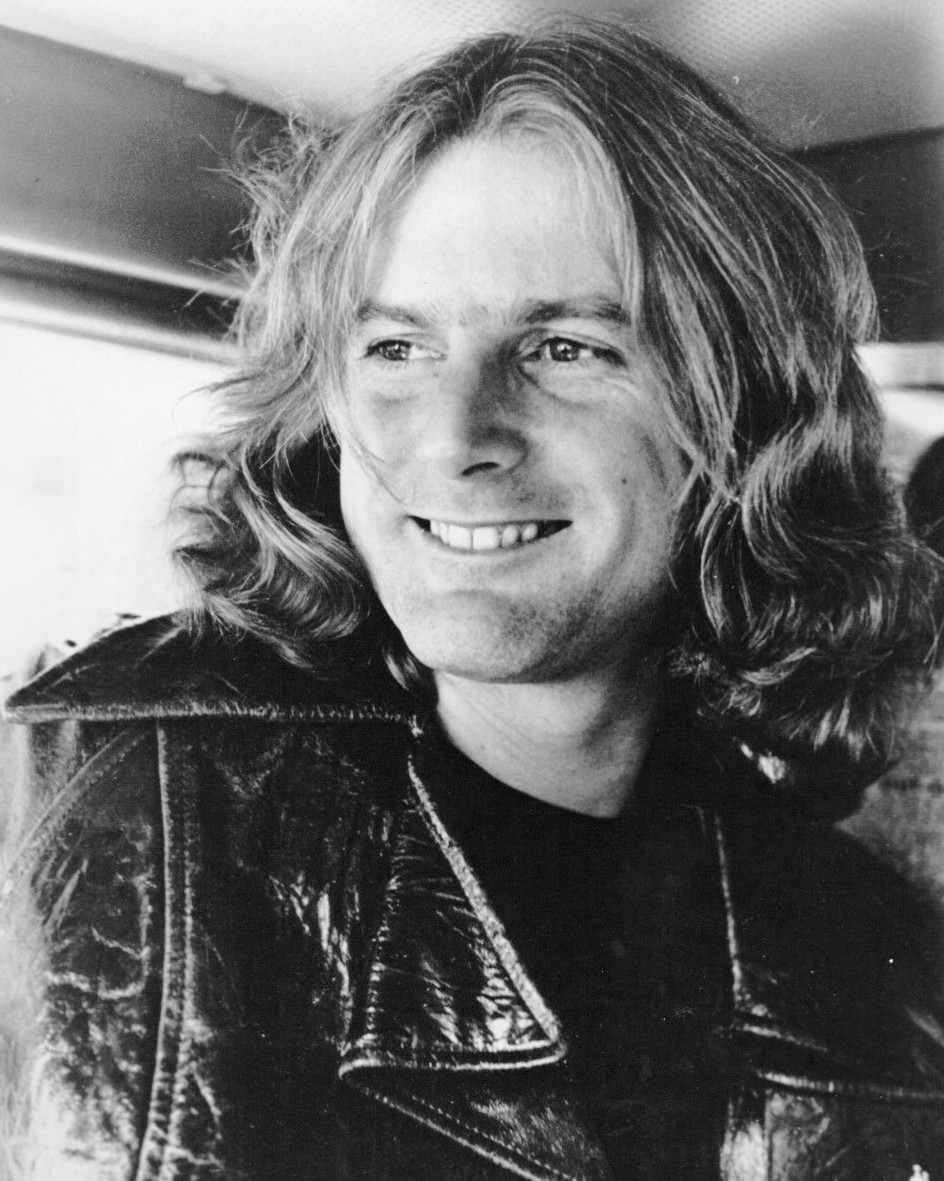
Roger McGuinn nel 1976

Prodotto da Mick Ronson, l'album fu registrato sulla scia della celebre tournée Rolling Thunder Revue di Bob Dylan del 1975, alla quale avevano partecipato sia McGuinn sia Ronson.
Stilisticamente, l'album spazia dalla musica folk tradizionale e dai canti marinareschi (come Jolly Roger) al rock duro, influenzato dal nascente movimento punk rock (come Rock and Roll Time).

## Tracce
Testi e musiche di Roger McGuinn e Jacques Levy, eccetto dove indicato.
Lato 1
1. Take Me Away – 3:00
2. Jolly Roger – 4:56
3. Rock and Roll Time – 2:46 (McGuinn, Kris Kristofferson, Bob Neuwirth)
4. Friend – 2:07 (McGuinn)
5. Partners in Crime – 4:52

Lato 2
1. Up to Me – 5:36 (Bob Dylan)
2. Round Table – 4:05
3. Pretty Polly – 3:17 (Tradizionale, arrang. e adatt. di McGuinn)
4. Dreamland – 5:20 (Joni Mitchell)

### Bonus track ristampa CD
1. Soul Love (demo recording)
2. Dreamland (live)

## Formazione
- Roger McGuinn – chitarra acustica, chitarra elettrica, voce
- Mick Ronson – chitarra acustica, chitarra elettrica, registratore, fisarmonica, pianoforte, organo, autoharp, percussioni, cori
- David Mansfield – chitarra acustica, chitarra elettrica, steel guitar, mandolino, violino, banjo, organo, percussioni
- Rob Stoner – basso, percussioni, cori
- Howie Wyeth – batteria, percussioni
- Timothy B. Schmit – cori
- Kim Hutchcroft – sax